# أدريان ليون
ادريان ليون (بالإنجليزية: Adrianne León)‏ مواليد 15 مارس 1987، هي ممثلة أمريكية بدأت مسيرتها الفنية عام 2002.

## وصلات خارجية
- الموقع الرسمي
- أدريان ليون على موقع IMDb (الإنجليزية)
- أدريان ليون على موقع ميوزك برينز (الإنجليزية)
- أدريان ليون على موقع قاعدة بيانات الفيلم (الإنجليزية)